# Kreta (Wien)

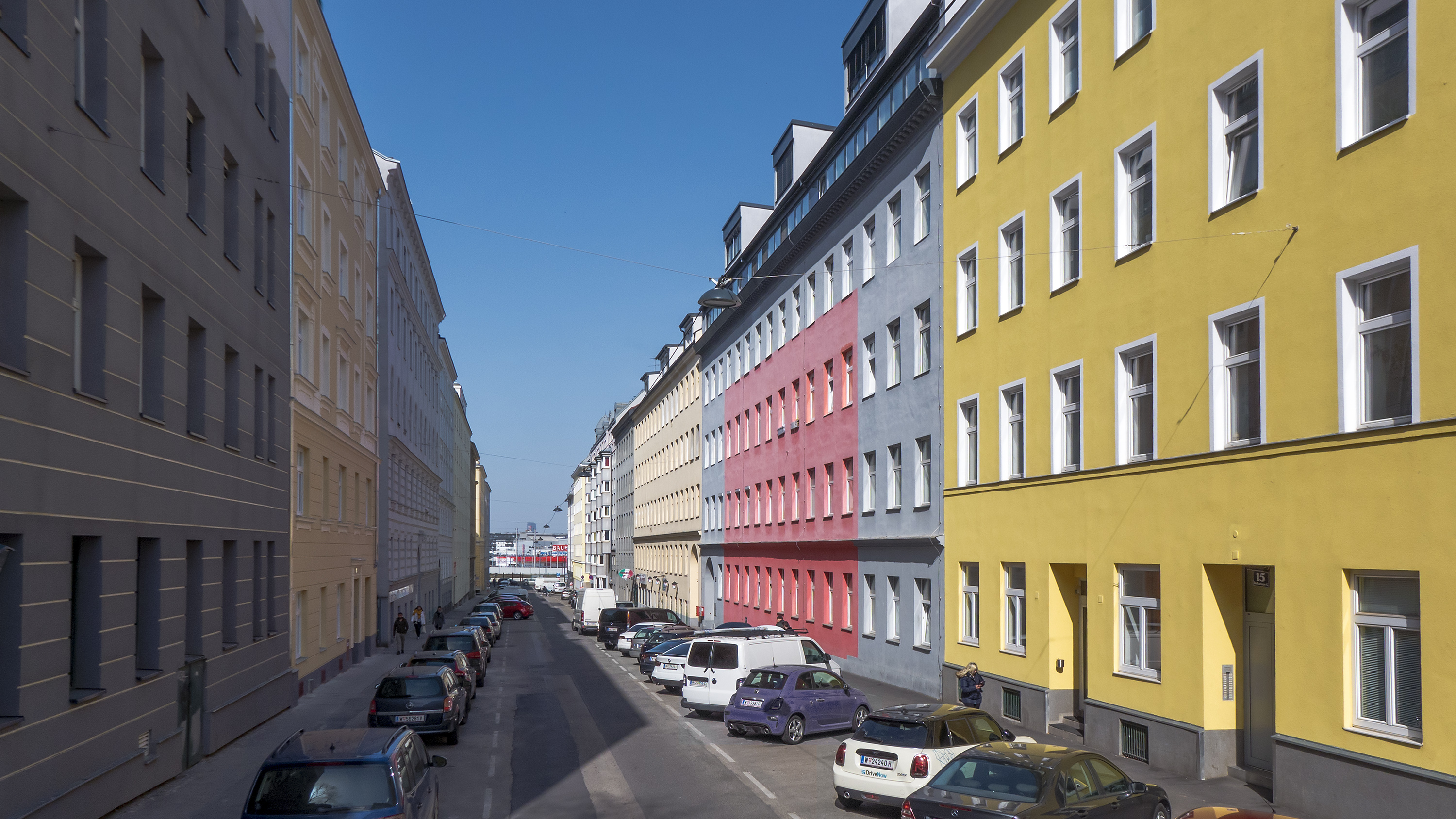
Die Randhartingergasse im Kreta-Viertel

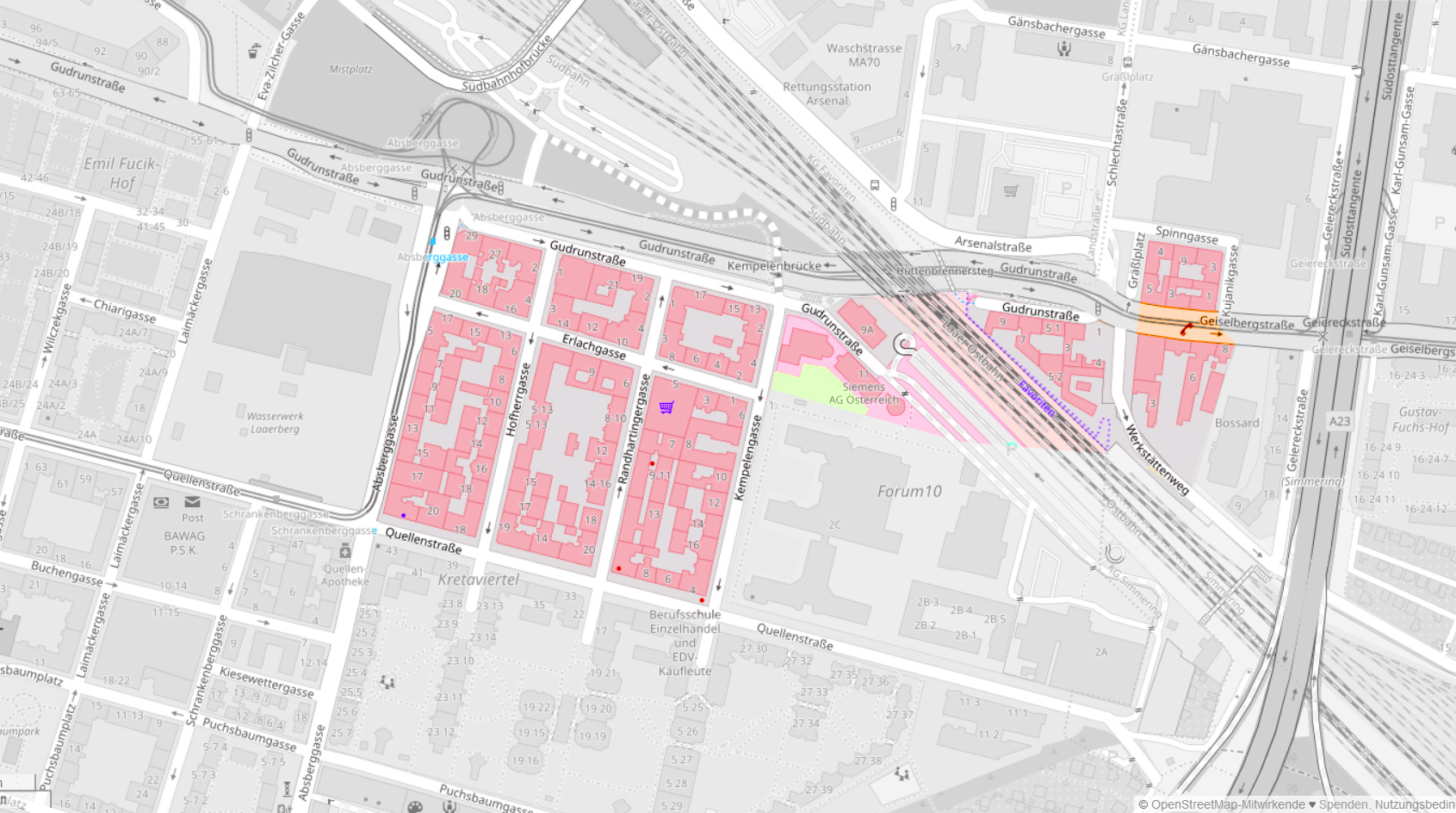
Das Kreta-Viertel im Stadtplan

Die Kreta (auch: das Kreta-Viertel) ist ein Grätzl (Stadtteil) im 10. Wiener Gemeindebezirk, Favoriten. Es zählt zu den dichtest bebauten Gebieten der Stadt und ist durch die Dominanz spätgründerzeitlicher Zinskasernen charakterisiert.

## Lage
Die Kreta liegt zwischen der Quellenstraße, der Absberggasse, der Gudrunstraße und der Kempelengasse im „hintersten Winkel“ des Bezirks. Sie wird gerne auch als Kreta-Insel bezeichnet, da sie von Industrie- und Verkehrsflächen bzw. im Westen von einer nicht allgemein zugänglichen Grünfläche, in der sich u. a. der  Wasserbehälter Laaerberg der I. Wiener Hochquellenleitung befindet, begrenzt wird. Felix Czeike zufolge soll die historische Kreta bis zur Geiselbergstraße im 11. Bezirk reichen, tatsächlich sind die Gudrunstraße jenseits (östlich) der Ostbahn und die beiden ersten Blöcke der Geiselbergstraße (1–5 bzw. 2–14) typologisch eine Fortsetzung des Kreta-Viertels, ebenso die ungerade Seite der Quellenstraße. Südlich grenzt das Viertel an die Ankerbrot-Gründe, eine ehemals ausgedehnte Industrieanlage, deren nördlichster Teil 1982–1985 mit einer Städtischen Wohnhausanlage an der Absberggasse verbaut wurde, die sich die Puchsbaumgasse entlang erstreckt. Das ehemalige Fabriksgebäude von Ankerbrot wird nun kulturell genutzt, es finden regelmäßig Veranstaltungen statt.

## Geschichte
Mit der Bebauung des Areals wurde Ende des 19. Jahrhunderts begonnen, und schon bald galt die Gegend als die ärmste und gefährlichste Wiens. Vermutlich bekam das Viertel seinen Namen nach der griechischen Insel Kreta, auf der ab 1896 ein Aufstand im Gang war (siehe hiezu Türkisch-Griechischer Krieg) – Zustände, die man hier wiederzuerkennen glaubte. Ein sozialer Brennpunkt ist das Areal immer noch, auch wenn derzeit ein soziologischer Strukturwandel (Gentrifizierung) vollzogen wird, zumal auch über die Nachnutzung der Ankerbrot-Fabrik Kunst- und Kulturinteressierte angezogen werden.

## Gebäude und Verkehrsflächen
Durch die größtenteils unveränderte Bebauung mit „Zinskasernen“ des ausgehenden 19. Jahrhunderts gibt es kaum bemerkenswerte Gebäude.  Ecke Hofherrgasse / Erlachgasse befindet sich ein Gemeindebau aus den Jahren 1952–1954, der eine Portalumrahmung mit figurativen Darstellungen von Wolfgang Schöntal sowie zur Erlachgasse hin ein Steinzeugwandrelief Ziege mit Zicklein von Georg Ehrlich aufweist. Ein auffälliger Neubau aus dem Jahr 2021 ist ein Wohn- und Bürohaus (für Kleinwohnungen bzw. „Mikroappartements“), dessen Fassade zum Werkstättenweg hin die einzelnen Einheiten plastisch mit an Vogelhäuser erinnernden Formen hervorhebt.
- Absberggasse (westliche Begrenzung)
- Erlachgasse (parallel zur Gudrunstraße)
- Gudrunstraße (West-Ost-Querung in Favoriten)
- Hofherrgasse (erste östliche Parallele zur Absberggasse)
- Kempelengasse (1897 erstmals als Thavonatgasse im Straßenverzeichnis,[6] 1935 umbenannt; dritte, östlichste Parallele zur Absberggasse)
- Quellenstraße (West-Ost-Querung)
- Randhartingergasse (zweite östliche Parallele zur Absberggasse)

## Verkehr
Das Grätzl ist mit den Straßenbahnlinien 6 und 11 erreichbar, die die Haltestellen Schrankenberggasse und Absberggasse bedienen. Bei letzterer wurde nördlich der Gudrunstraße die neue südliche Endstation der Straßenbahnlinie D errichtet, die die Stadt etwa in Nord-Süd-Richtung durchquert und 2019 durch das Sonnwendviertel verlängert wurde. Zu den östlichsten Teilen des Kretaviertels gelangt man von der Straßenbahnhaltestelle Geiereckstraße, der südöstlichen Endstation der Linie 6.